# Noiserock

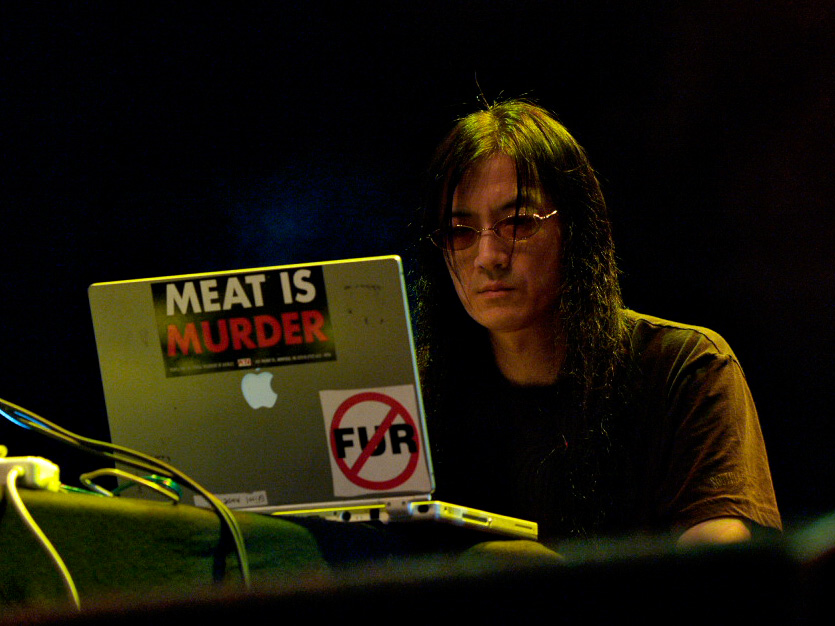
Merzbow

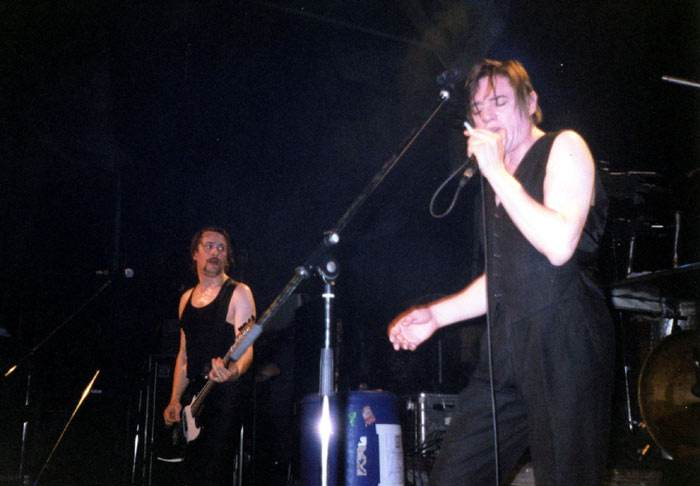
Einstürzende Neubauten

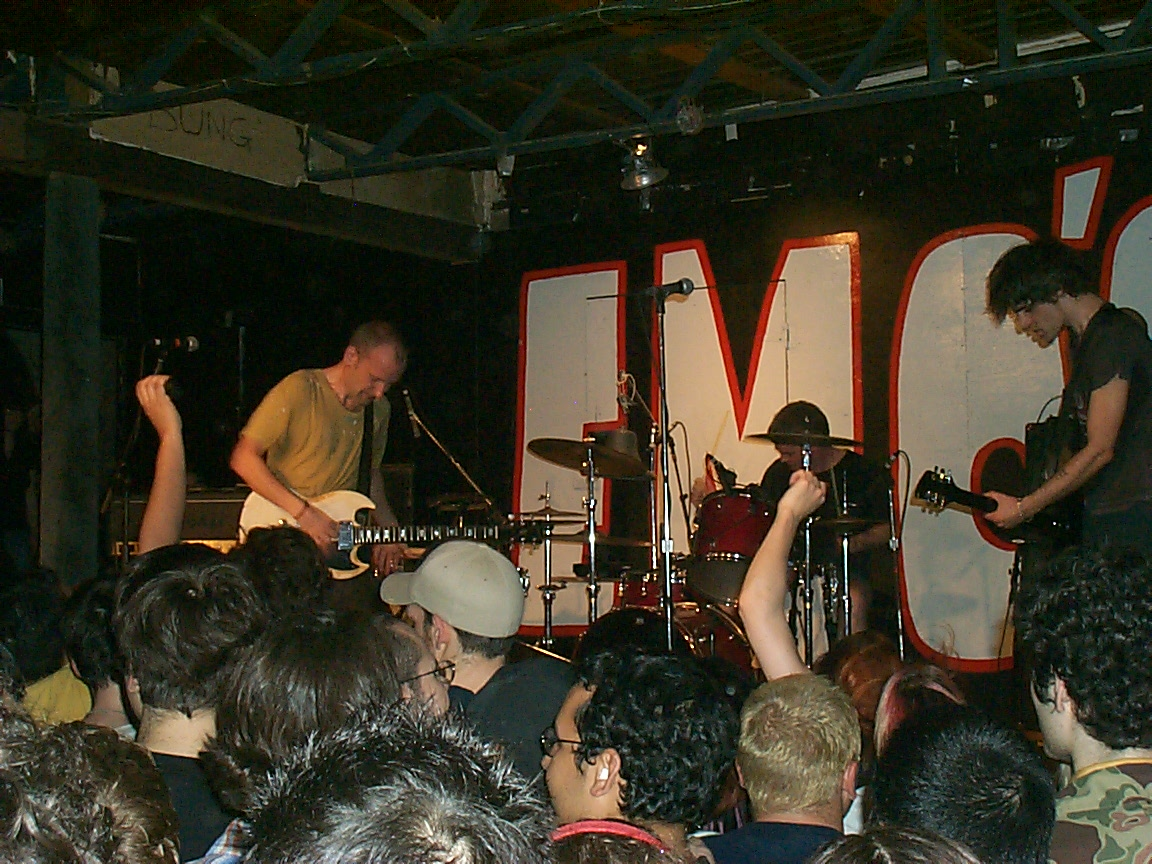
Fugazi

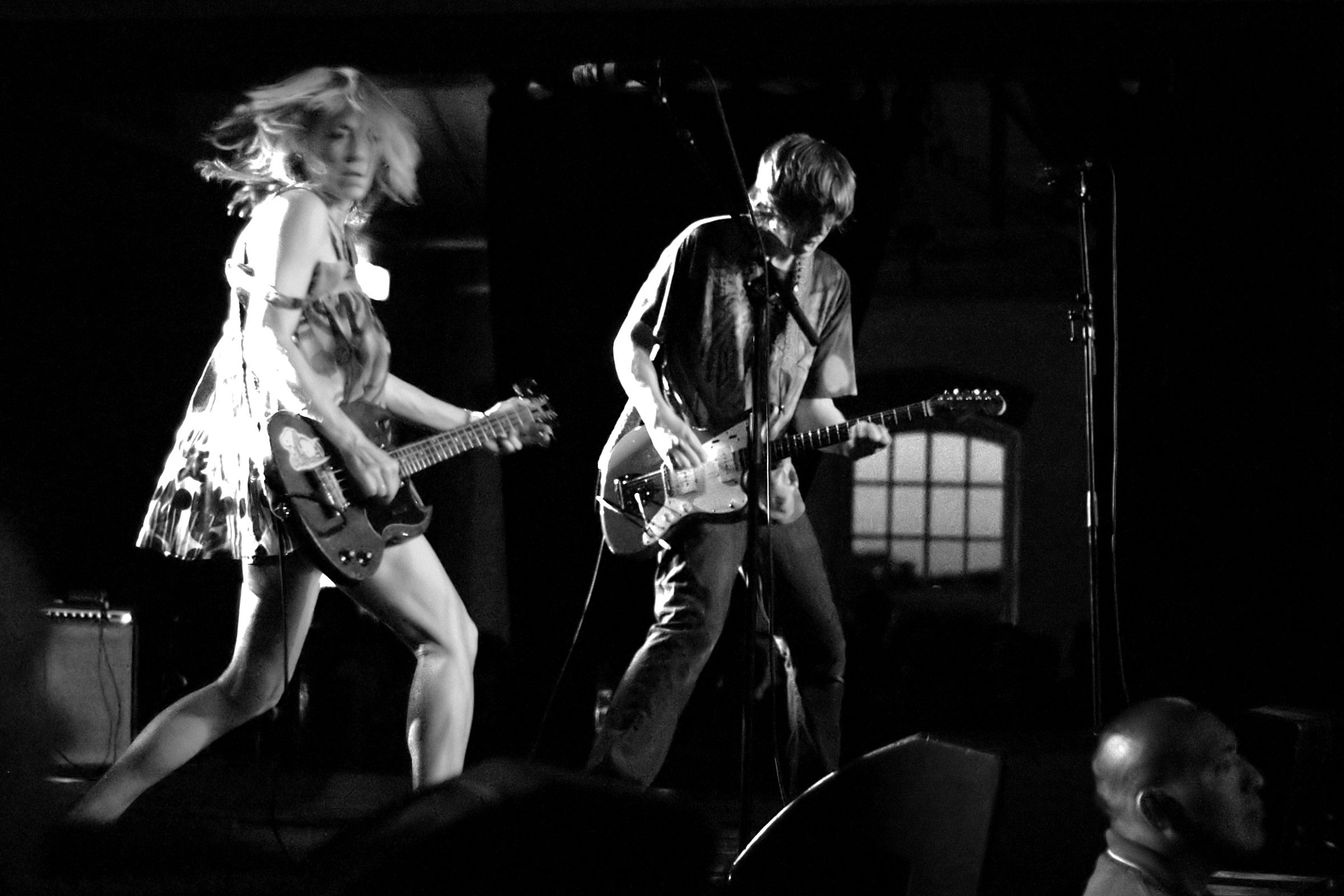
Sonic Youth

Noiserock, ibland kallat noisepunk eller noisecore är en mångfacetterad musikgenre som utvecklades under 1980-talet, med rötter i punken, minimalism och industrimusik, och är en noise-orienterad stil av experimentell rock. Fokus ligger ofta på extrema nivåer av distorsion genom att använda elgitarrer, eller, mer sällan, elektronik för att skapa rytm och bidra till det övergripande arrangemanget.
Vissa grupper är bundna till sångstrukturer, som Sonic Youth. Även om de inte är representativa för hela genren, hjälpte de till att popularisera noiserock hos en alternativ rock-publik genom att införliva melodier i deras droniga ljudtexturer, vilket blev till en mall för många andra grupper. Andra tidiga noiserockband var Big Black och Swans.
Noisecore kan även referera till snabb, distorterad hardcore techno och grindcore.

## Historia
Även om genren hade funnits under en längre tid var det först på 1980-talet som termen dök upp för att beskriva en sorts musik sprungen ur punken, men som hade ett allt mer abstrakt förhållningssätt till musiken. Bland influenser till den tidigaste noiserocken kan bland annat nämnas Velvet Underground, och då speciellt deras album White Light/White Heat.

## Lista över noterbara noiserock-grupper

### 1970-talet
- Chrome
- Flipper
- Half Japanese
- Suicide

### 1980-talet
- Big Black
- Butthole Surfers
- The Cows
- The Ex
- Happy Flowers
- Scratch Acid
- Sonic Youth
- White Zombie (de tidiga albumen)

### 1990-talet
- Arab On Radar
- Coachwhips
- Cop Shoot Cop
- Black Dice
- Daisy Chainsaw
- Deerhoof
- Ex Models
- Melt-Banana
- Mercury Rev (de tidiga albumen)
- Scratch Acid
- Shellac
- Skullflower
- Unwound
- The Jesus Lizard

### 2000-talet
| - 18th Dye - Absolute Null Punkt - Acid Mothers Temple - Action Beat - Ad Astra Per Aspera - AIDS Wolf - Airiel - An Albatross - Angeldust - Animal Collective - Avec-A - Bailter Space - Bastro - Billy Bao - Black Eyes - Black Pus - Boris - Chef Menteur - Nels Cline - Cosmic Psychos - The Curtains - Dazzling Killmen - Destroy All Monsters - Aaron Dilloway - Ed Hall - EVA pod - Fat Day - The Flying Luttenbachers - Galen - Goliath Bird Eater - Gorch Fock - Green Magnet School | - Grey Daturas - Guitar Wolf - Harry Pussy - Hair Police - Halo of Flies - Hella - Heroine Sheiks - Ho-Ag - The Hospitals - Ifihadahifi - Indian Jewelry - Japanther - Josetxo Grieta - KEN mode - Kid commando - Kittens - Landed - The Locust - The Mae Shi - Magic Dirt - Magik Markers - Marlene Kuntz - The Martini Henry Rifles - Mattin - Medicine - Melt-Banana - Mika Miko - Mindflayer - Mínus - Nautical Almanac - Neptune | - No Doctors - Part Chimp - Parts & Labor - Pink and Brown - Plexi - Pre - Prurient - The Psyke Project - Psychostick - Rosemary Malign - Replicator - Ruins - Scarling. - DJ Scotch Egg - Gary Smith - Steev Mike - Technology vs. Horse - These Are Powers - Today is the Day - Tera Melos - Unsane - Urlaub In Polen - US Maple - Valina - Vile Imbeciles - Wavves - Women - XBXRX - Xinlisupreme - Xiu Xiu - Zeni Geva |

## Skivbolag
Lista över skivbolag som specialiserar sig på noiserock.
- Amphetamine Reptile Records
- Atypeek Music
- Bulb Records
- Ecstatic Peace
- Gold Standard Labs
- Hanson Records
- Homestead Records
- In The Red Records
- Ipecac Recordings
- Load Records
- Narnack Records
- Silent Explosion
- Skin Graft Records
- SYR
- Three One G
- Touch and Go Records